# Jesús Franco i Escribano
Jesús Franco i Escribano (Logronyo, 28 de desembre de 1928 - Banyoles, 26 de novembre de 2017) va ser un sacerdot que va destacar en la seva tasca social en favor dels més necessitats.
La seva mare morí quan ell era jove i el seu pare, militar, es traslladà a Girona, on l'empresonaren. Va estar a punt de ser enviat a l'antiga URSS i formar part dels Nens de Rússia, però finalment l'acolliren les monges de les Germanetes dels Ancians Desesperats, que l'enviaren al Seminari de Girona el 1939.
Des del 1959 va estar a l'Empordà, els primers vuit uns anys a Ordis. El 1967 va arribar a Figueres. Durant els 46 anys que va ser rector de la parròquia del Bon Pastor de Figueres va construir pisos, guarderies, sales de lectura, un teatre, una rectoria i l'església parroquial, que va ser consagrada el 7 de desembre de 1997. Segons el sacerdot que el substituí, Josep Taberner, «es va convertir en els Serveis Socials de la ciutat, sobretot entre les dècades dels 60 i 70».
El 2009 l'Ajuntament de Figueres li concedí la Fulla de Figuera de Plata al Mèrit per la seva "trajectòria cívica i social". Va rebre altres reconeixements pels 50 anys de la seva arribada a la comarca de l'Alt Empordà. Un carrer del barri del Bon Pastor porta el seu nom. El 2009 en una entrevista explicava que quan va arribar al barri "no hi havia res" i donava detalls de la seva relació amb la immigració. Entre moltes altres coses, el 1981 amb l'ajuda de Càritas va adquirir vehicles per donar aixopluc a les famílies que vivien a la intempèrie.
Des del mes d'octubre de 2012 vivia a la residència de les Germanets dels Ancians Desemparats de Banyoles, la mateixa que l'acollí en la seva joventut.